# Мемориальное здание короля Чулалонгкорна
Мемориальное здание короля Чулалонгкорна — тайский павильон, расположенный недалеко от города Эстерсунд, Швеция. Построен в 1998 году в память о визите в 1897 году в Швецию тайского короля Чулалонгкорна. Сиамский король Чулалонгкорн в 1897 году посетил Международную выставку промышленности и дизайна в Стокгольме, после которой совершил поездку в северные районы Швеции.

## История

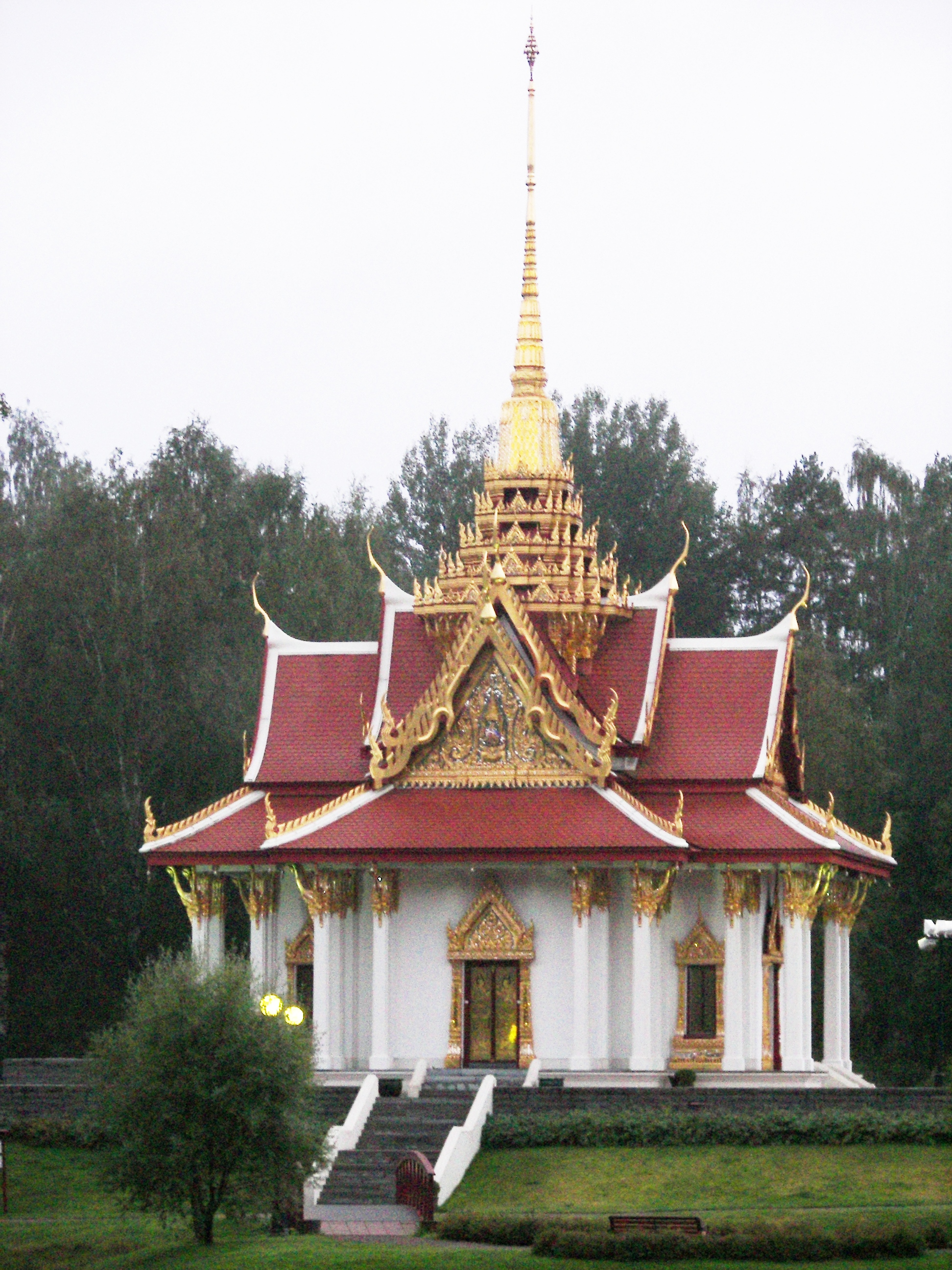
Мемориальное здание короля Чулалонгкорна

Сиамский король Чулалонгкорн (Рама V) в 1897 и 1907 годах совершил две поездки по Европе. В ходе первой он посетил Венецию, Милан, Женеву, Рим, Варшаву и Санкт-Петербург, откуда отправился в Швецию на Международную выставку промышленности и дизайна в Стокгольме. После выставки шведский король Оскар II захотел показать тайскому королю другие районы Швеции, выбрав для путешествия два предложения. Одно касалось поездки в северный регион, а другое — поездка на юг и в Норвегию. Король Чулалонгкорн выбрал север, поскольку оттуда поставляли в Сиам древесину.
Начиная с города Хернёсанда и путешествуя через Соллефтео и Рагунду, он поднялся на лодке к маленькой деревушке Утанеде, чтобы оттуда вернуться через город Сундсвалль в Стокгольм. Поездка через Утанеде оставила след в истории деревни. После окончания визита власти коммуны Рагунда приняли решение переименовать дорогу Bispgården, по которой проходил путь короля, в его честь.
В 1992 году в Швецию с гастролями прибыл ансамбль тайского народного танца. Его участники выступили с инициативой построить в Швеции усилиями двух стран мемориальный тайский павильон со статуей короля Чулалонгкорна.
Шведская сторона одобрила это предложение. Средства на строительство собирались несколько лет. 19 июля 1997 года состоялась торжественная закладка камня рядом с дорогой, по которой проезжал король. Строительство мемориального здание короля Чулалонгкорна было начато в августе 1997 года. Здание построено и открыто 19 июля 1998 года, к 100-летию со дня визита в Швецию короля Чулалонгкорна.
Здание было передано в дар шведскому правительству, которое, в свою очередь, подарило его муниципалитету Рагунды. Ежегодно 19 июля и 23 октября у здания проходят праздничные мероприятия. В настоящее время здание стало одной из главных достопримечательностей коммуны.

## Фотогалерея

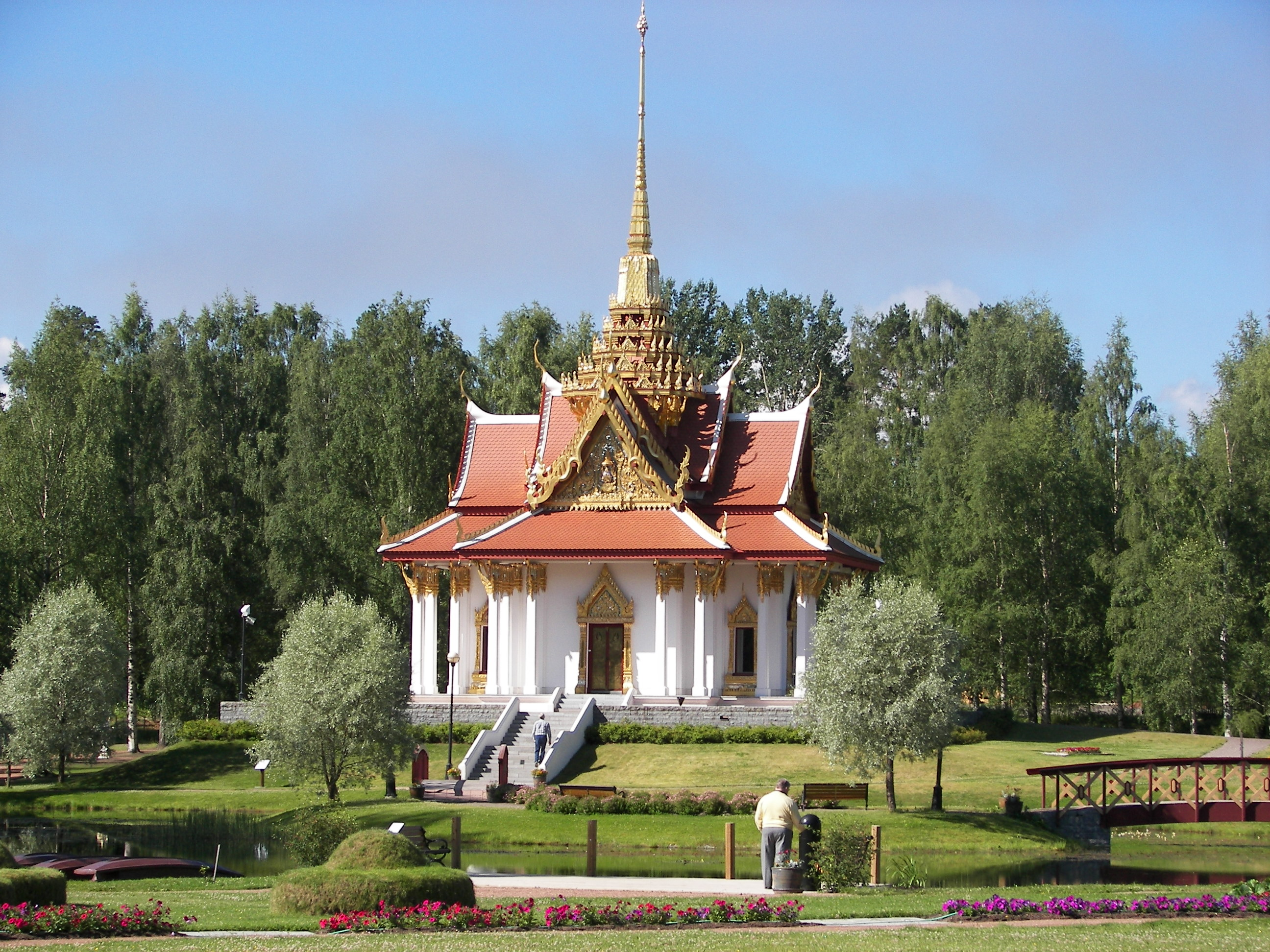
Мемориальное здание короля Чулалонгкорна
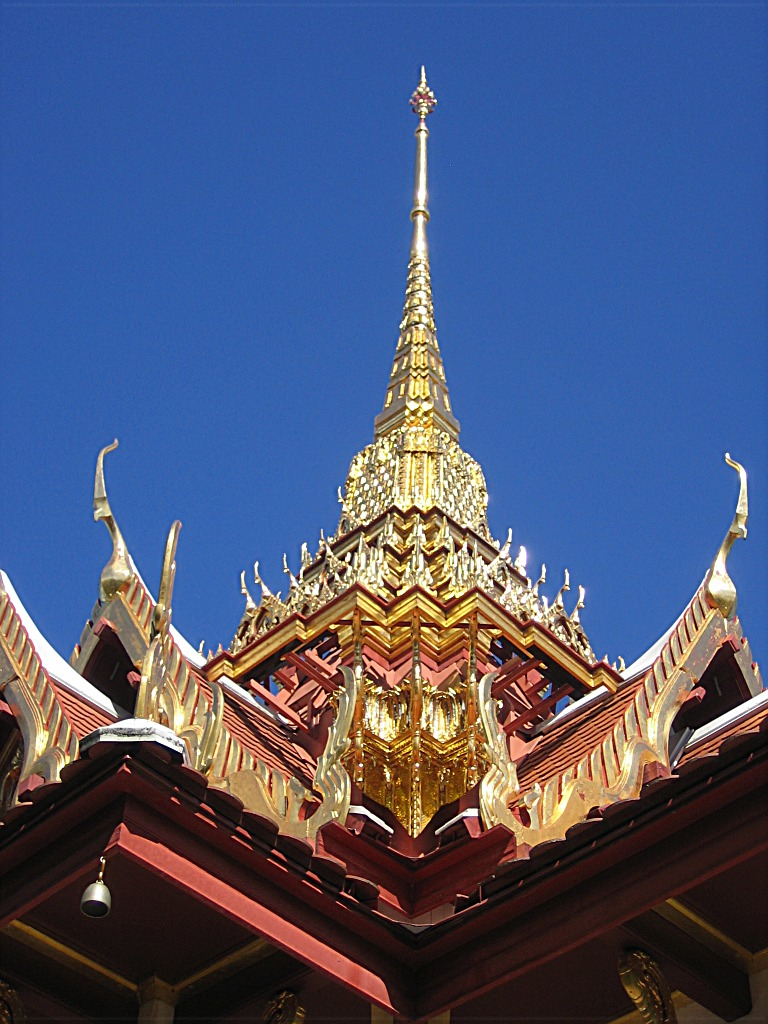
Архитектура павильона
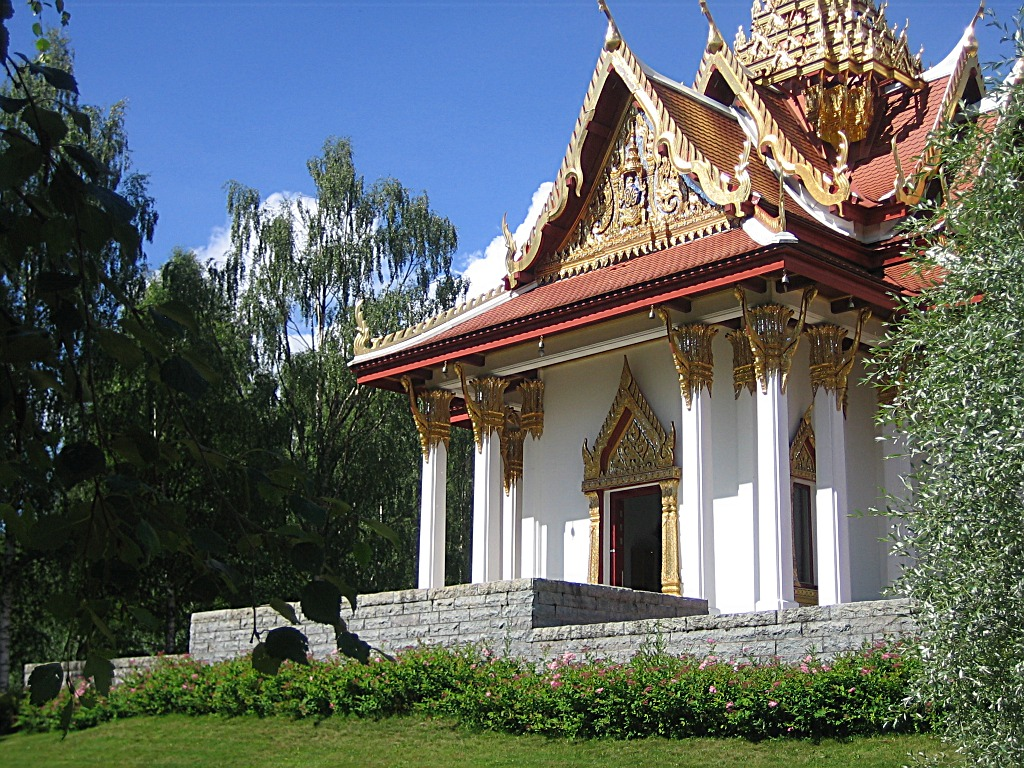
Архитектура павильона
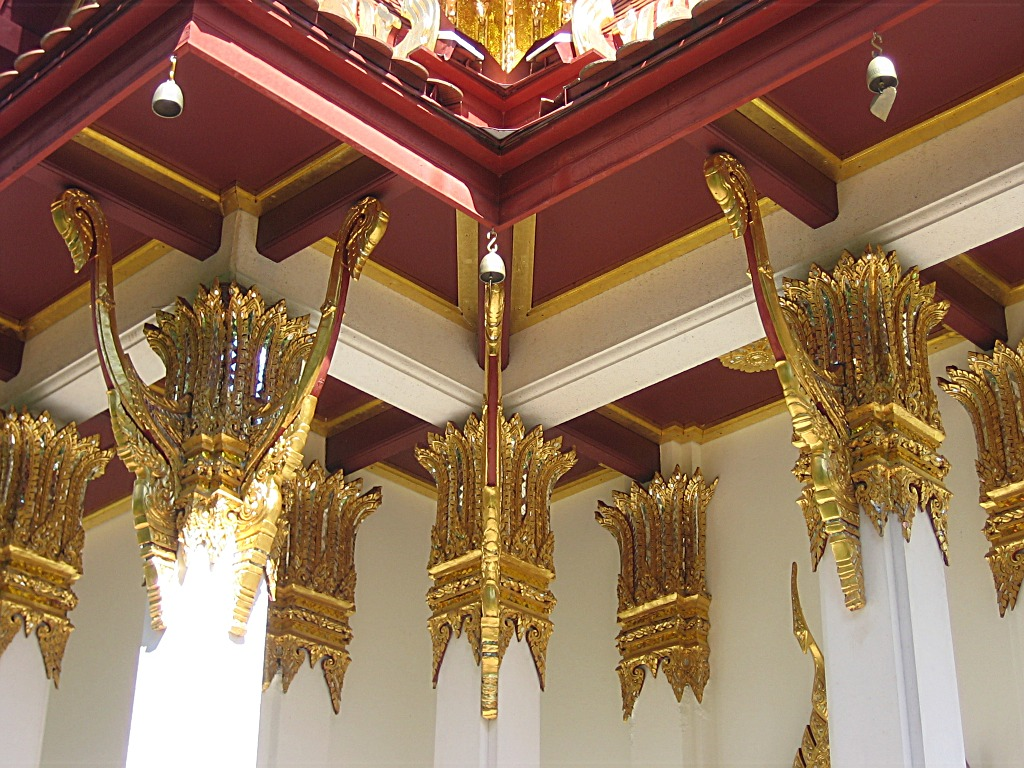
Архитектура павильона
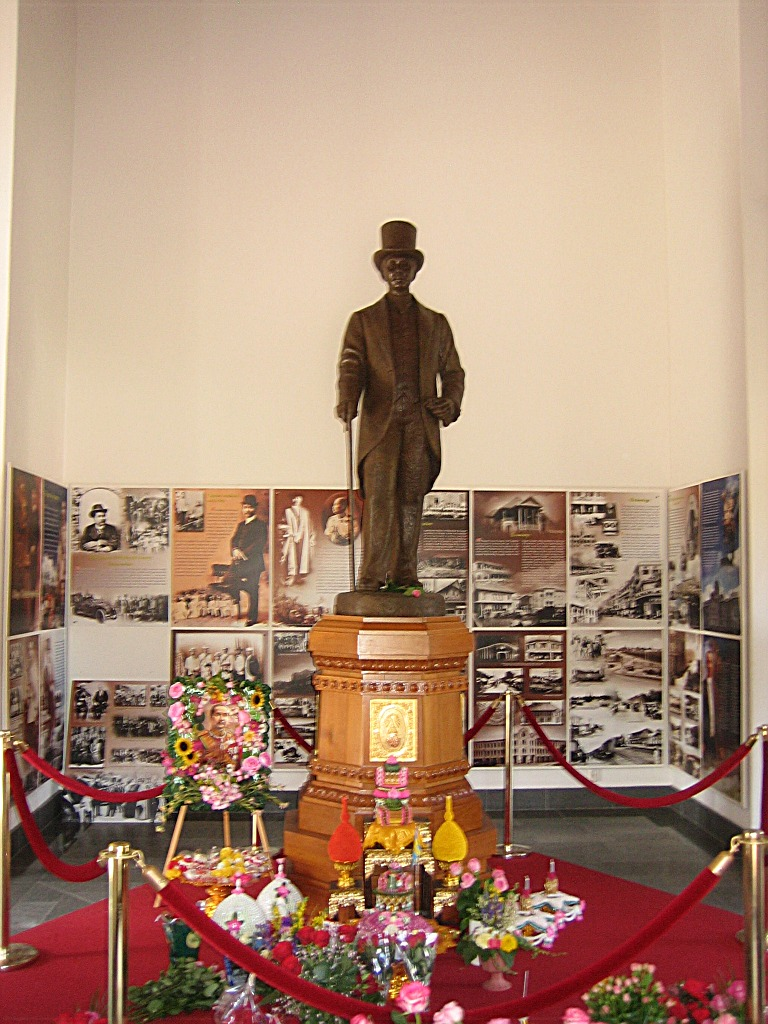
В павильоне

## Архитектура
Здание является типичным одноэтажным тайским павильоном площадью 10 х 10 метров и высотой в 28 метров. Многоскатную крышу поддерживают 24 белоснежные колонны. Здание имеет четыре входа, украшено сусальным золотом стоимостью три миллиона шведских крон или 14 миллионов тайских бат.